# Brückenkapelle

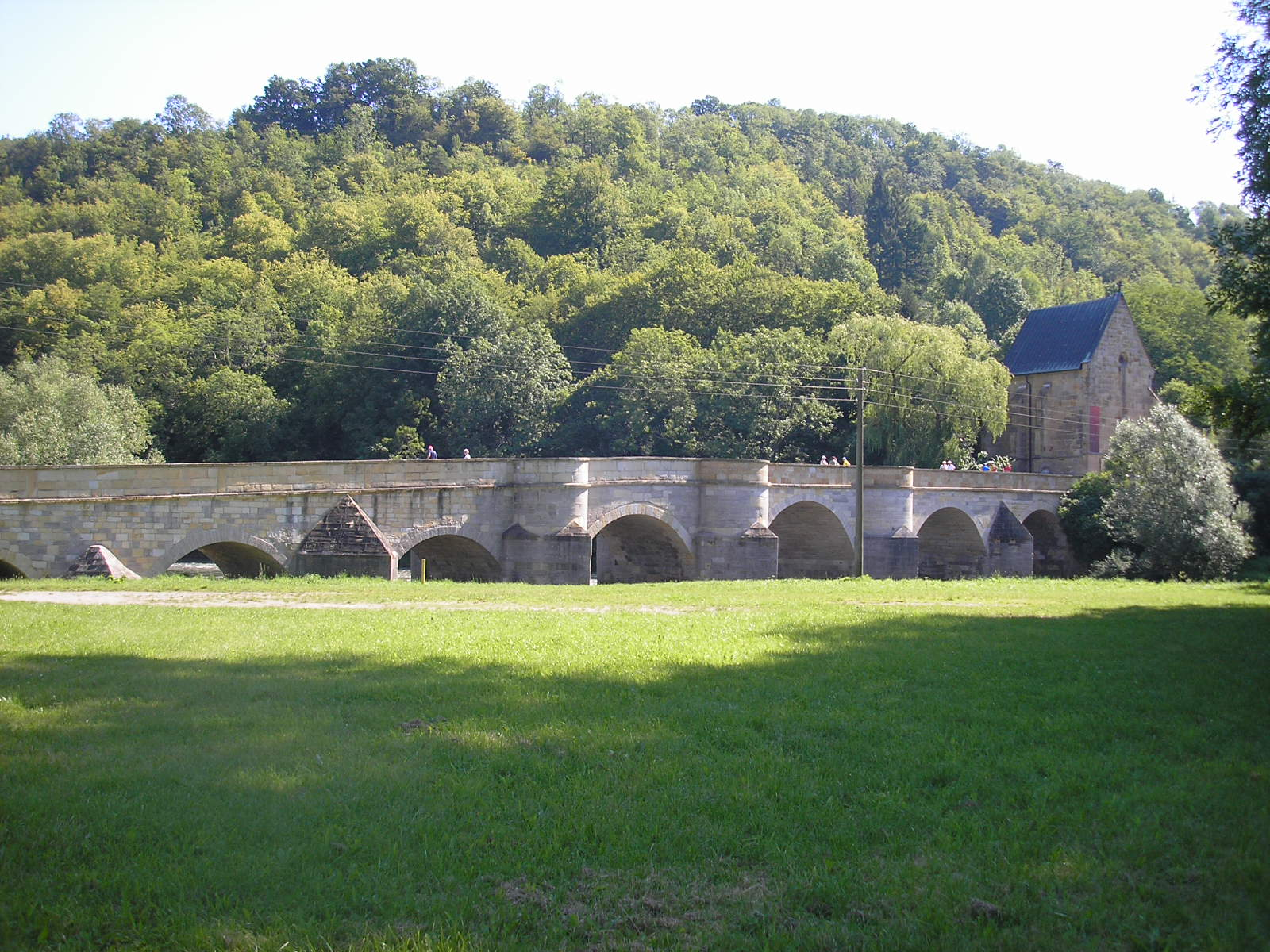
Die Werrabrücke Creuzburg, rechts im Bild die Brückenkapelle

Eine Brückenkapelle bzw. Brückenkirche ist ein Kirchengebäude, das zum göttlichen Schutz von Brücken und Reisenden errichtet wurde. Besonders verbreitet waren Brückenkapellen bzw. -kirchen im Mittelalter, als viele Brücken über große Flüsse mit einer kleinen Kapelle auf einer Uferseite ausgestattet waren. 
1883 waren in Deutschland noch 25 Brückenkapellen nachgewiesen. Viele Brückenkappellen sind seit dem 17. Jahrhundert dem Heiligen Johannes Nepomuk geweiht, der auch als „Brückenheiliger“ gilt.
Brückenkapellen gibt es unter anderem an folgenden Orten:
- Drususbrücke über die Nahe bei Bingen,
- Nikolausbrücke in Calw
- Werrabrücke Creuzburg (Liboriuskapelle),
- Inneren Brücke Esslingen, Nikolauskapelle
- alten Mainbrücke in Frankfurt am Main,
- Lahnbrücke in Limburg.
- Heilig Hüsli am Brückenkopf der Holzbrücke Rapperswil–Hurden in Rapperswil
- Oude Rijn Brücke, Brugkerk in Koudekerk aan den Rijn, Niederlande
- Pont Saint-Bénézet in Avignon, Frankreich. Brücke nur teilweise, Doppelkapelle vollständig erhalten

## Brückenkopfkirchen
Eine besondere Form der Brückenkapellen bzw. -kirchen sind die Erfurter Brückenkopfkirchen, von denen noch eine erhalten ist, die Ägidienkirche an der Krämerbrücke rechts der Gera. Die Benediktikirche an der Krämerbrücke links und rechts der Gera und die Vitikirche an der Langen Brücke wurden abgebrochen. Von der Nikolaikirche an der Lehmannsbrücke steht nur noch der Turm. Die Kirchen wurden auch als reguläre Pfarrkirchen genutzt.